# Pardosa sordidecolorata
Pardosa sordidecolorata là một loài nhện trong họ Lycosidae.
Loài này thuộc chi Pardosa. Pardosa sordidecolorata được Embrik Strand miêu tả năm 1906.